# سرگل (ورامین)
سرگل (ورامین)، روستایی از توابع بخش پیشوا شهرستان ورامین در استان تهران ایران است.

## جمعیت
این روستا در دهستان عسگریه قرار دارد و براساس سرشماری مرکز آمار ایران در سال ۱۳۸۵، جمعیت آن ۱٬۶۹۲ نفر (۳۵۱خانوار) بوده‌است. شغل اکثریت مردم این روستا کشاورزی و دامداری می باشد. 

## سرگل در جنگ ایران و عراق
تعدادی از اهالی این روستا در جنگ بین ایران و عراق حضور داشتند که افرادی همچون ،علی بابا تاجیک،فرهاد میرزایی و عبداله  میرزایی در جریان درگیری‌ها کشته شدند که بر طبق رسم حاکم در ایران شهدای دفاع مقدس خوانده می‌شوند.